# Insar (fiume)
L'Insar (in russo Инсар?; in lingua erza: Инесаро o Инзара) è un fiume della Russia europea centrale (Repubblica Autonoma della Mordovia), affluente di destra dell'Alatyr' (bacino idrografico della Sura, a sua volta tributario del Volga).
Il fiume ha origine nel distretto di Insar e scorre in direzione generalmente nord-est; nord nel basso corso. Sfocia nell'Alatyr' a 136 km dalla foce. La larghezza del fiume alla foce è di circa 40 metri.
Le città di Ruzaevka e Saransk si trovano lungo il fiume (mentre la città di Insar si trova a sud-ovest della sorgente del fiume).